# Predykacja
Predykacja – stosunek składniowy, który zachodzi we wszystkich zdaniach (lub ich ekwiwalentach) w związku składniowym między podmiotem a orzeczeniem.
Istotą predykacji czyli orzekania jest przypisanie pewnemu fragmentowi rzeczywistości określonych pewnych własności wraz z wyrażaniem postawy modalnej nadawcy.
Aby mówić o predykacji, muszą wystąpić dwa elementy:
- wskazanie na pewien wycinek rzeczywistości i powiązanie z nim pewnej własności (atrybucja).
- orzekanie przysługiwania tej własności danemu fragmentowi rzeczywistości, bądź wyrażenie hipotezy na ten temat lub też wyrażenie woli wobec tego stanu.

Przypisanie predykatu pewnemu fragmentowi świata wiąże się z tworzeniem struktury predykatowo-argumentowej.
Rodzaje predykacji: 
- stwierdzająca
- pytająca
- żądająca